# とっても健康らんど
『とっても健康らんど』（とってもけんこうらんど）は、九州朝日放送（KBC）のテレビ番組・ラジオ番組・健康情報番組。

## 概要
テレビ版とラジオ版とでは内容は異なる。
テレビ版は九州のテレビ朝日系列の放送局にもネットされている。また、九州朝日放送のテレビでは本放送の1週間後に再放送が行われている。第500回（KBCテレビでは2008年6月7日放送分）からハイビジョンで制作している。
久光製薬の一社提供である。テレビ版では、番組内で60秒のCM枠が2回あり、最初の30秒は番組スポンサーである久光製薬のCMを流し、残りの30秒は2010年3月までACジャパンのCMを放送していたが、後に九州朝日放送制作のブロックネット番組の宣伝に変更した。
内容は健康に関してのテーマを毎週1つ、専門家と共に取り上げていく。テーマに関する寸劇あり。また年に数回、専門家や医師などを招いた講演会「とっても健康セミナー」を九州各地で開催している。
2024年9月28日をもって番組が終了。

## 出演者（ナレーター）
- とっても健康くん 逸見明正 - 報道部に異動のため、現在は出演していない。
- とっても健康娘（初代） → とっても健康ママ 平川尚子 - 異動のため、2009年4月11日に降板。再びアナウンサーに異動したため、復帰。
- とっても健康娘（2代目） → とっても健康ママ 浜田しのぶ
- とっても健康娘（3代目） → とっても健康ママ 村田友紀 - 現在は出演していない。
- とっても健康娘（4代目） 岡田理沙
- ミセスとっても健康 影平晶 → 加藤恭子
- とっても健康ちゃん 岩淵梢 → 柴田恵理 → 細谷めぐみ
- とっても健康くん代理 沖繁義
- とっても健康くん代理 田上和延
- ミスターとっても健康 富田薫
- とっても健康ボーイ 三澤澄也
- とっても健康ボーイ 居内陽平
- とっても健康ガール 増田優香子 - 現在は出演していない。

## 放送時間
| 放送対象地域 | 放送局                    | 放送日時                                                                                       | 備考 |
| ------------ | ------------------------- | ---------------------------------------------------------------------------------------------- | --- |
| 福岡県       | 九州朝日放送（KBCテレビ） | 土曜日 10:00 - 10:15                                                                           | 制作局 テレビ版は翌週土曜日 5:05 - 5:20に再放送。 ラジオ版はワイド番組『めぐみのラジオ』に内包。 テレビ版は2018年3月31日までは土曜日 11:25 - 11:40。 |
| 福岡県       | 九州朝日放送（KBCラジオ） | 土曜日 10:15 - 10:30                                                                           | 制作局 テレビ版は翌週土曜日 5:05 - 5:20に再放送。 ラジオ版はワイド番組『めぐみのラジオ』に内包。 テレビ版は2018年3月31日までは土曜日 11:25 - 11:40。 |
| 長崎県       | 長崎文化放送              | 土曜日 11:30 - 11:45                                                                           | |
| 熊本県       | 熊本朝日放送              | 土曜日 11:30 - 11:45                                                                           | |
| 大分県       | 大分朝日放送              | 土曜日 11:30 - 11:45                                                                           | |
| 宮崎県       | テレビ宮崎                | 日曜日 06:45 - 07:00                                                                           | |
| 鹿児島県     | 鹿児島放送                | 土曜日 11:25 - 11:40 （2008年4月5日 - 2013年3月30日） 土曜日 11:30 - 11:45 （2013年4月6日 - ） | |